# José Sosa
José Ernesto Sosa (ur. 19 czerwca 1985 w Carcaranie) – argentyński piłkarz występujący na pozycji pomocnika. Były reprezentant Argentyny.

## Kariera klubowa
Sosa jest wychowankiem klubu Estudiantes La Plata. W jego barwach zadebiutował już w wieku 17 lat w 2002 roku w lidze argentyńskiej. Z czasem stał się podstawowym graczem drużyny, a prasa argentyńska widziała w nim talent pokroju Diego Maradony. Szczególnie udany dla Estudiantes i Sosy był sezon 2006/07. Wtedy to klub z La Platy dotarł do finału play-off fazy Apertura, a gol Sosy z rzutu wolnego przyczynił się do wywalczenia pierwszego od 1983 roku tytułu dla Estudiantes. Po tym meczu Diego Simeone polecił Sosę do S.S. Lazio, a zawodnik otrzymał jeszcze więcej ofert z europejskich klubów.
24 lutego 2007 Sosa podpisał kontrakt z Bayernem Monachium, który zapłacił Estudiantes 6 milionów euro oraz 10% od przyszłego transferu. Zarobki Sosy wyniosły 4,5 miliona euro na sezon. W 2009 został wypożyczony do swojego macierzystego klubu Estudiantes zdobywając 3 bramki w 17 meczach. Gdy wrócił do Niemiec od razu sprzedano go do SSC Napoli. W lipcu 2011 przeszedł do ukraińskiego Metalista Charków. 31 grudnia 2013 został wypożyczony do Atlético Madryt. 1 września 2014 został wypożyczony do Beşiktaş JK. 15 października 2014 klub wykupił kontrakt piłkarza.

## Kariera reprezentacyjna
W 2003 roku Sosa wystąpił z młodzieżową reprezentacją Argentyny na Młodzieżowych Mistrzostwach Świata. Z Argentyną doszedł do półfinału, a ostatecznie zespół zajął 4. miejsce po porażce 1:2 z Kolumbią w meczu o 3. miejsce.
W pierwszej reprezentacji Argentyny Sosa zadebiutował 9 marca 2005 w zremisowanym 1:1 towarzyskim meczu z Meksykiem. Do kadry wrócił po 2 latach i za kadencji Alfio Basile zagrał 18 kwietnia w meczu przeciwko Chile.
W 2008 roku został powołany do reprezentacji U-23, prowadzonej przez Sergio Batistę na Igrzyska Olimpijskie w Pekinie, gdzie Argentyna zdobyła złoty medal.

## Sukcesy

### Klubowe
Estudiantes de La Plata
- Primera División: Apertura 2006

Bayern Monachium
- Bundesliga: 2007–08
- DFB-Pokal: 2007–08
- DFL-Ligapokal: 2007
- DFL-Supercup: 2010

Atlético Madryt
- La Liga: 2013–14

Beşiktaş
- Süper Lig: 2015–16

Milan
- Superpuchar Włoch: 2016

Trabzonspor
- Puchar Turcji: 2019–20

### Reprezentacyjne
Argentyna
- Złoty medal Igrzyska Olimpijskie: 2008

### Indywidualne
- Najlepszy asystent Süper Lig: 2015–16 (12 asyst)